# Изследователски институт по космически технологии ТУБИТАК
Изследователският институт по космически технологии към Съвета на Турция за научно-технологични изследвания (на турски: TÜBİTAK Uzay Teknolojileri Araştırma Enstitüsü, TÜBİTAK UZAY) е държавна организация в Турция, създадена през 1985 г.
Нейната цел е провеждането на научноизследователска и развойна дейност в областта на космическата техника, електроника, информационните технологии и свързани с тях области. Организацията е създадена благодарение на сътрудничеството Съвета на Турция за научно-технологични изследвания (TÜBITAK) и Анкарския университет. През 1995 г. тя е преименувана, а от 1998 г. се премества в нова сграда. Организацията действа в ролята на изпълнител при създаването на турските сателити за оптични дистанционно наблюдение RASAT (2011) и GÖKTÜRK-2 (2013).

## История и статут
Изследователският институт за космически технологии (TÜBITAK UZAY) е създадена през 1985 г. за провеждане на научноизследователска и развойна дейност в областта на космическите технологии, електрониката, информационните технологии и редица съседни области. Неговата цел е фиксиране на позициите на Турция в космоса и високотехнологичните индустрии като цяло. Институтът провежда своята дейност в проекти, които са приоритетни за националната изследователска общност, а също така той подпомага турската индустрия в решаването на технически проблеми, възникнали при проектирането на сложни съвременни системи.
Първоначално се нарича „Научноизследователски институт по електроника на Анкара“, който е разположен в Технически университет та Близкия изток (Middle East Technical University, METU).
TÜBITAK UZAY обръща специално внимание на развитието и проектирането на миниспътници, в производството и изпитването на подобни системи, а също и в турската космическа програма като такива. Той работи съвместно с турска авиационна индустрия и редица представители на международната общност. Тъй като Турция планира да построи свой собствен космодрум за стартиране на космически апарати, ролата на TUBITAK UZAY през последните няколко години само се увеличава.
Изследователски институт за космически технологии има около 235 служители, от които 151 са изследователи, а останалите са персонала по техническата поддръжка. От тях: 54 са студенти, 91 – възпитаници на съответните висши учебни заведения, а 27 – кандидати на науките. В института работят 133 инженери в сферата на електрониката, 22 инженери в областта на компютърните технологии, 7 индустриални инженери и 34 изследователи от други области.
Сред проектите на TÜBITAK UZAY, голямо внимание се отделя на основните космически технологии (като сателитни системи и техните подсистеми, сателитна наземни станции, изпитателно оборудване и интеграционни системи), електроника (комуникационни системи, проектиране на електронни системи и електроника, електрическо оборудване, високоскоростно цифрова проектиране), софтуер (системи за компютърно следене, система за обработка и разпознаване на реч, разпознаване на изображения, дистанционни изследвания, мултимедийни технологии, извличане на данни и машинно обучение, обработка на естествен език и изкуствен интелект). Освен това, в сферата на интересите на института попада и силовата електроника (система за захранване и обезщетение, електрически задвижвания от двигател, импулсни източници на захранване, възобновяеми източници на енергия), система електролит (електрически системи за пренос, стратегически научни изследвания и разработки в областта на автоматизацията, изпращане, управление и събиране на данни) и много други индустрии.

## Сътрудничество
TÜBITAK UZAY е член на редица международни организации: Азиатско-тихоокеанския организация на космическо сътрудничество (АТОКС), Международното дружество по фотограметрия и дистанционни изследвания (МОФДЗ), Спътникова система за мониторинг при извънредни ситуации (ССМИС), Комитета на сателитите за наблюдение на Земята (КСНЗ), Международния Консултативен Комитет по космически системи за предаване на данни (Consultative Committee for Space Data Systems, CCSDS), Europractice IC Service и др.
Дванадесет изследователски групи на института за космически технологии си сътрудничат с НАТО в областта на създаването и използването на най-съвременно технологично оборудване и инструменти. В неговите проекти и участва EUREKA и Световната банка.

## Проекти
През XXI век Изследователски институт за космически технологии, участва активно (като водеща научноизследователска организация) в създаването на турските сателити за оптично дистанционно наблюдение RASAT (2011) и GÖKTÜRK-2 (2013). Към края на 2017 г., RASAT и GÖKTÜRK-2 все още ще са в орбита и активно ще работят за института, както и за въоръжените сили на Турската Република. TÜBITAK UZAY разработва подсистемата за националните спътници за дистанционно сондиране на по-висока резолюция. Той действа в ролята на главен изпълнител при разработването на турски комуникационни спътници за следващото поколение. Първата от тях, известна като TURKSAT 6A, се планира да завърши през 2019 година.